# Kumla härad

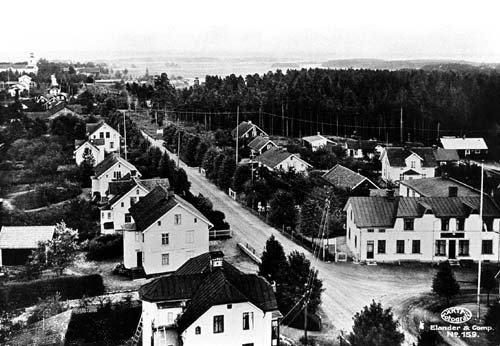
Utsikt över Kumla från vattentornet omkring år 1920

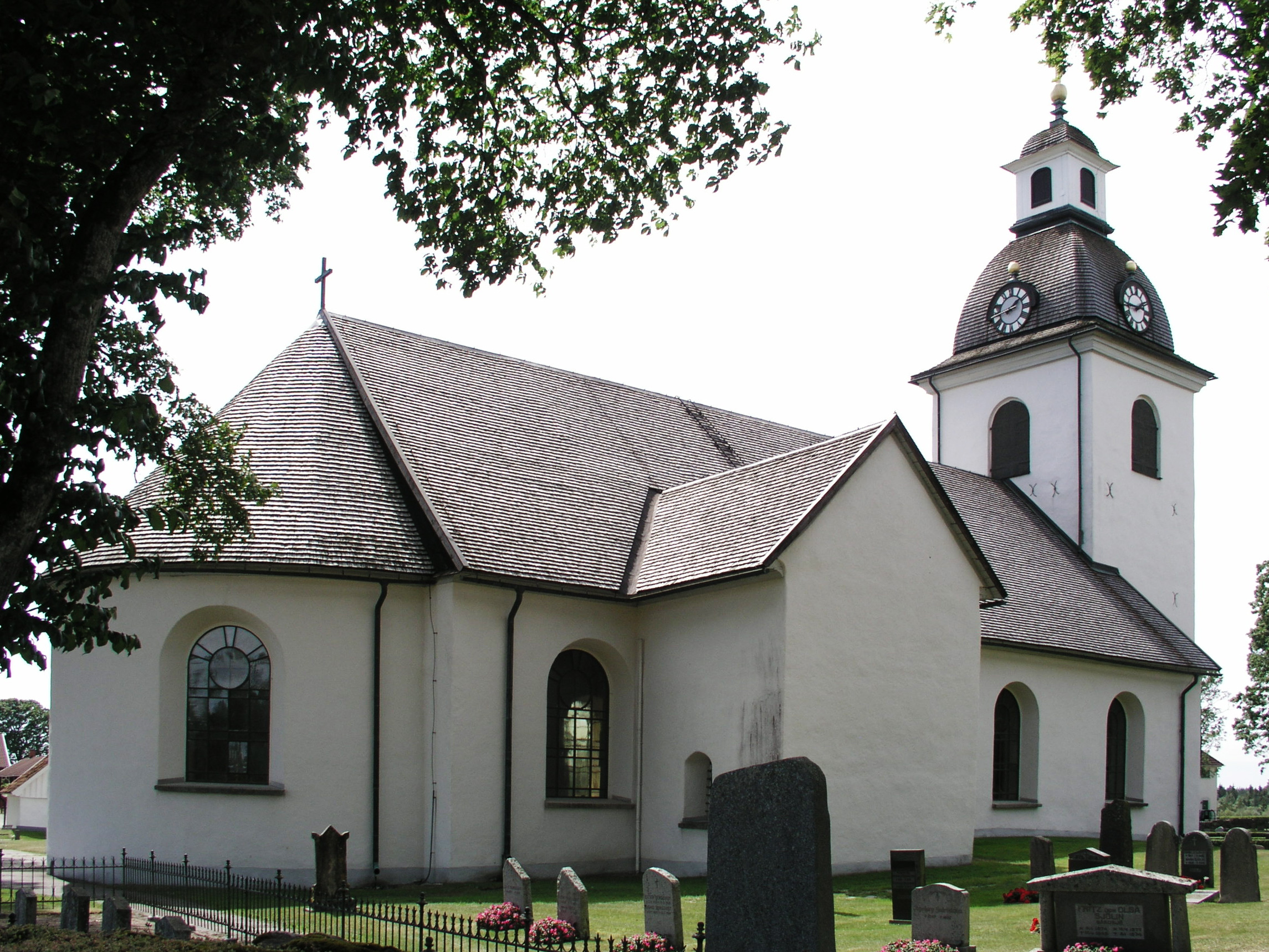
Lerbäcks kyrka

Kumla härad var ett härad i den södra delen av landskapet Närke. Häradet omfattade den västra delarna av Kumla kommun, den mellersta delen av Hallsbergs kommun samt en del av Askersunds kommun, vilka samtliga är en del av Örebro län. Den totala arelaen mätte 546 km² och befolkningen uppgick år 1929 till 20 117 invånare, vilket idag växt till knappa 30 000 invånare. Tingsställe var från 1680 till omkring 1820 Blacksta, därefter till 1908 Vretstorp för att 1909 flytta till Hallsberg.

## Geografi
Kumla härad var till formen långsträckt och beläget mellan staden Askersund och gränsen mot Östergötland i söder och Kumla- och Täljeåns lopp med Kvismare kanal samt Täbyån i norr. I dess norra delar återfinns den uppodlade och, särskilt kring de stadsbebyggda samhällena Kumla och Hallsberg, industrialiserade Närkeslätten. Söder därom höjer sig i markerade förkastningsbranter södra Närkes bergiga skogsområde och Tylöskogen öster om sjön Vättern, där en del bergsbruk tidigare förekommit. I söder återfinns sjöarna Tisaren och Storsjön vilka är delar av källorna till bl.a. Emmaån och Haddeboån. Kumla härad gränsade i öster mot Sköllersta härad, i norr mot Örebro och Hardemo härader samt i väster mot Grimstens och Sundbo härader. I söder låg Aska härad i Östergötlands län.
Häradet hade en köping - Hallsbergs köping - och två municipalsamhällen - Hällabrottet och Kumla där den senare år 1942 fick stadsrättigheter. Förutom Kumla stad är den största tätorten numera Hallsberg belägen 29 km söder om Örebro. 

### Socknar
Kumla härad omfattade tre socknar.
I Kumla kommun
- Kumla

I Hallsbergs kommun
- Hallsberg

samt
- Hallsbergs köping

I Askersunds kommun
- Lerbäck

## Historia
Slättbygderna i landskapet Närke befolkades tidigt vilket många fornlämningar vittnar om. Namnet härrör ursprungligen från namnet på dess invånare närborna vilket kan härledes till Närsundet i området kring Kvismare kanal sydost om Örebro. Närborna var således de som bodde vid sundet. Under 1300-talet hade landskapet ungefär samma utsträckning som idag, och utgjorde en egen lagsaga med egen lagbok. Namnet Kumla kommer av fornsvenskans kumlar med betydelsen gravhög eller stengrund. Häradets tingsplats låg i Kumla som sedan gammalt också varit centralort för den omkringliggande bygden, vilket forntida lämningar och gravfält också pekar på. Kumla kyrka härrör ursprungligen från 1100-talet, även om nuvarande kyrka är en 1800-talsprodukt, och den ursprungliga kyrkbyn spelade redan under medeltiden en viktig roll. År 1365 hölls bl.a. Närkes landsting på platsen. Det nuvarande samhället växte upp som stationssamhälle i utkanten av kyrkbyn i samband med att anslutningsbanan mellan Örebro och Hallsberg byggdes ut år 1862 och staden kom att utvecklas runt skoindustrin.
Häradets andra större samhälle Hallsberg var ursprungligen också den en kyrkby som dock fick ett verkligt uppsving då dess station anlades vid Västra stambanan år 1862. Stationen förlades utanför byn men såväl handel som industri kom snart att utvecklas kring den. Orten blev municipalsamhälle år 1890 och köping år 1908 och är idag känt som en av Sveriges viktigaste järnvägsknutar då stambanan här sammanstrålar med Godsstråket genom Bergslagen, Värmlandsbanan och järnvägen söderut mot Mjölby. Till persontrafiksstationen tillkommer dessutom Nordens största rangerbangård. 
Bland häradets övriga samhällen märks bl.a. Hällabrottet öster om Kumla som utvecklades kring Yxhults stenhuggeri och blev municipalsamhälle år 1946, Åsbro i Lerbäcks socken samt de sydliga bruksorterna Mariedamm som har en av Sveriges bäst bevarade mulltimmerhyttor samt Skyllberg och Rönneshytta. Vid Sannahed mellan Kumla och Hallsberg låg en gång exercisplatsen för Livregementets grenadjärer och Livregementets husarer, innan dessa flyttades till Örebro respektive Karlsborg. Miljöerna kring Lerbäcks kyrka söder om Åsbro är av Riksantikvarieämbetet klassade som riksintresse då både tiondebod, sockenstuga och gästgivaregård finns bevarat.

## Län, fögderier, domsagor, tingslag och tingsrätter
Häradet har från 1779 hört till Örebro län, innan dess Närkes och Värmlands län. Församlingarna tillhör(de) Strängnäs stift.
Häradets socknar hörde till följande fögderier:
- 1720-1917 Västernärke fögderi
- 1918-1990 Hallsbergs fögderi till 1952 för Kumla socken
- 1952-1990 Kumla fögderi för Kumla socken

Häradets socknar tillhörde följande domsagor, tingslag och tingsrätter:
- 1680-1905 Kumla tingslag inom
  - 1680–1809 Edsbergs, Lekebergslagens, Hardemo, Grimstens, Kumla, Sundbo, Sköllersta och Askers häraders (denna samt Sköllersta dock utanför domsagan mellan 1774 och 1783) domsaga kallad Södra Närkes domsaga med
  - 1810–1829 Edsbergs, Lekebergslagens, Hardemo, Grimstens, Kumla och Sundbo häraders domsaga kallad Västernärkes domsaga
  - 1830–1854 Karlskoga bergslags, Edsbergs, Lekebergslagens, Hardemo, Grimstens, Sundbo och Kumla häraders domsaga kallad Västernärkes domsaga
  - 1855-1871 Edsbergs, Sundbo, Lekebergslagens, Hardemo, Grimstens och Kumla häraders domsaga kallad Västernärkes domsaga, med
  - 1872-1905 Västernärkes domsaga (Edsbergs, Sundbo, Hardemo, Grimstens och Kumla härader) med
- 1906-1927 Kumla, Grimstens och Hardemo tingslag i Västernärkes domsaga
- 1928-1947 Hallsbergs tingslag i Västernärkes domsaga
- 1948-1970 Västernärkes domsagas tingslag i Västernärkes domsaga

- 1971-2001 Hallsbergs tingsrätt och dess domsaga
- 2001- Örebro tingsrätt och dess domsaga,

### Webbkällor
- Nationella arkivdatabasen för uppgifter om fögderier, domsagor, tingslag och tingsrätter